# Peaceful Village (Misuri)
Peaceful Village es una villa ubicada en el condado de Jefferson en el estado estadounidense de Misuri. En el Censo de 2010 tenía una población de 9 habitantes y una densidad poblacional de 20,32 personas por km².

## Geografía
Peaceful Village se encuentra ubicada en las coordenadas 38°28′4″N 90°32′34″O / 38.46778, -90.54278. Según la Oficina del Censo de los Estados Unidos, Peaceful Village tiene una superficie total de 0.44 km², de la cual 0.44 km² corresponden a tierra firme y (0%) 0 km² es agua.

## Demografía
Según el censo de 2010, había 9 personas residiendo en Peaceful Village. La densidad de población era de 20,32 hab./km². De los 9 habitantes, Peaceful Village estaba compuesto por el 100% blancos, el 0% eran afroamericanos, el 0% eran amerindios, el 0% eran asiáticos, el 0% eran isleños del Pacífico, el 0% eran de otras razas y el 0% pertenecían a dos o más razas. Del total de la población el 0% eran hispanos o latinos de cualquier raza.